# Hotel Nostalgia
Hotel Nostalgia is het negende studioalbum van de Tröckener Kecks verschenen op CD in 1995. Het album werd opgenomen in Amsterdam en Londen. Er werden twee nummers op CD-single uitgebracht.
De Tröckener Kecks bestond in 1995 bijna 15 jaar. "Hotel Nostalgia" is een verzamelaar met het beste van de Kecks. Alle nummers zijn in de zomer van 1995 opnieuw opgenomen. "Hotel Nostalgia" is het enige nieuwe nummer op de cd.

## Nummers
| Nr. | Titel                                   | Schrijver(s)                                            | Duur |
| --- | --------------------------------------- | ------------------------------------------------------- | ---- |
| 1.  | Niet alle meisjes zijn verliefd op Kors | Leo Kenter, Rick de Leeuw, Rob de Weerd, Theo Vogelaars | 2:31 |
| 2.  | Souvenir                                | Leo Kenter, Rick de Leeuw, Rob de Weerd, Theo Vogelaars | 3:02 |
| 3.  | Kom terug, Rosa                         | Leo Kenter, Rick de Leeuw, Rob de Weerd, Theo Vogelaars | 5:55 |
| 4.  | Naar de top                             | Leo Kenter, Rick de Leeuw, Rob de Weerd, Theo Vogelaars | 4:02 |
| 5.  | Nu of nooit                             | Leo Kenter, Rick de Leeuw, Rob de Weerd, Theo Vogelaars | 3:36 |
| 6.  | 1 op 1.000.000                          | Leo Kenter, Rick de Leeuw, Rob de Weerd, Theo Vogelaars | 2:44 |
| 7.  | Achter glas                             | Leo Kenter, Rick de Leeuw, Rob de Weerd, Theo Vogelaars | 6:24 |
| 8.  | Vannacht                                | Leo Kenter, Rick de Leeuw, Rob de Weerd, Theo Vogelaars | 4:18 |
| 9.  | De jacht is mooier dan de vangst        | Leo Kenter, Rick de Leeuw, Rob de Weerd, Theo Vogelaars | 3:49 |
| 10. | Ver van huis                            | Leo Kenter, Rick de Leeuw, Rob de Weerd, Theo Vogelaars | 4:26 |
| 11. | ’N Nieuw begin                          | Leo Kenter, Rick de Leeuw, Rob de Weerd, Theo Vogelaars | 4:16 |
| 12. | Voor geen geld te koop                  | Leo Kenter, Rick de Leeuw, Rob de Weerd, Theo Vogelaars | 3:45 |
| 13. | In tranen                               | Leo Kenter, Rick de Leeuw, Rob de Weerd, Theo Vogelaars | 4:44 |
| 14. | Met hart en ziel                        | Leo Kenter, Rick de Leeuw, Rob de Weerd, Theo Vogelaars | 3:45 |
| 15. | Het komt nooit meer goed                | Leo Kenter, Rick de Leeuw, Rob de Weerd, Theo Vogelaars | 4:52 |
| 16. | Een dag, zo mooi                        | Leo Kenter, Rick de Leeuw, Rob de Weerd, Theo Vogelaars | 4:40 |
| 17. | Hotel Nostalgia                         | Leo Kenter, Rick de Leeuw, Rob de Weerd, Theo Vogelaars | 4:34 |

## Muzikanten
De credits op de oorspronkelijke CD vermeldden:
- Leo Kenter - tamboerijn
- Thé Lau - achtergrondzang
- Rick de Leeuw - zang
- Theo Vogelaars - bas
- Rob de Weerd
- Gerben Ibelings
- Rob van Zandvoort

## Trivia
- Tijdens het nummer Naar de top is commentaar te horen van Jaap Bax en Mart Smeets
- Angelie Bonet achtergrondzang op Nu of nooit